# 투명인간 최장수
《투명인간 최장수》는 KBS 2TV에서 2006년 7월 5일부터 2006년 9월 7일까지 방영한 수목 미니시리즈이다.

## 방송 일시
| 방송 채널 | 방송 기간                | 빙송 시간 |
| KBS 2TV   | 2006년 7월 5일 ~ 9월 7일 | 종료      |

## 줄거리
가족을 부양하기 위해 열심히 살아온 강력계 경찰 최장수는 격무를 이유로 밖으로만 돌다가 아내에게 이혼 당하고, 설상가상으로 자신이 조발성 알츠하이머 병에 걸렸다는 사실을 알게 된다.

## 등장 인물

### 주요 인물
- 유오성 : 최장수 역 - 강력반 형사, 전 유도 선수
- 채시라 : 오소영 역 (20대 : 한여운) - 발레 전공, 준호의 첫사랑
- 조연우 : 하준호 역 - 고리대금업자 집안 자손
- 최여진 : 조현수 역 - 소매치기

### 주변 인물
- 클라라 : 차혜진 역 - 사채업자이자 부동산 재벌의 무남독녀, 준호의 애인
- 이하 : 우보현 역 - 경찰
- 나영희 : 여지원 역 - 화재보험 설계사
- 조수민 : 최솔미 역 - 장수와 소영의 딸, 다미와 이란성 쌍둥이
- 박준목 : 최다미 역 - 장수와 소영의 아들, 솔미의 동생
- 미상 : 김만식 - 준호의 오른팔, 친구
- 송재호 : 오기백 역 - 소영의 아버지
- 김자옥 : 강숙자 역 - 소영의 어머니
- 안석환 : 강영복 역 - 형사팀장
- 김승욱 : 박수표 역 - 장수의 동료형사
- 문원주 : 장수의 동료형사 역
- 한다민 : 정순경 역

### 그 외
- 이원발 : 중고차센터 소장 역
- 박상조 : 소영의 고객 역
- 서진욱 : 박형준 역 - 현상수배범
- 정진 : 짱구 역 - 웨이터, 장수의 끄나풀
- 김미라 : 간호사 역
- 김원
- 김우빈
- 김태영
- 임재근
- 김하은
- 나경민
- 고규필
- 최지해
- 백소미

## 시청률
최저 시청률과 최고 시청률은 시청률 조사회사와 지역별로 시청률에 차이가 있을 수 있습니다.
| 2006년      | 2006년      | 2006년         | 2006년         | 2006년       |
| 회차        | 방송일      | TNmS 시청률    | AGB 시청률     | AGB 시청률   |
| 회차        | 방송일      | 대한민국(전국) | 대한민국(전국) | 서울(수도권) |
| ----------- | ----------- | -------------- | -------------- | ------------ |
| 제1회       | 7월 5일     | 11.4%          | 10.1%          | 9.9%         |
| 제2회       | 7월 6일     | 19.4%          | 15.5%          | 15.1%        |
| 제3회       | 7월 12일    | 14.9%          | 12.5%          | 11.9%        |
| 제4회       | 7월 13일    | 15.0%          | 13.3%          | 12.5%        |
| 제5회       | 7월 19일    | 15.0%          | 14.2%          | 13.6%        |
| 제6회       | 7월 20일    | 14.5%          | 13.6%          | 12.6%        |
| 제7회       | 7월 26일    | 13.9%          | 11.8%          | 10.2%        |
| 제8회       | 7월 27일    | 16.9%          | 13.7%          | 12.6%        |
| 제9회       | 8월 2일     | 12.9%          | 11.7%          | 11.3%        |
| 제10회      | 8월 3일     | 16.5%          | 14.4%          | 14.1%        |
| 제11회      | 8월 9일     | 13.9%          | 13.9%          | 12.2%        |
| 제12회      | 8월 10일    | 17.1%          | 16.0%          | 14.8%        |
| 제13회      | 8월 16일    | 17.7%          | 17.3%          | 17.0%        |
| 제14회      | 8월 17일    | 17.2%          | 17.9%          | 17.4%        |
| 제15회      | 8월 23일    | 15.6%          | 14.4%          | 13.0%        |
| 제16회      | 8월 24일    | 16.6%          | 16.3%          | 15.5%        |
| 제17회      | 8월 30일    | 15.0%          | 14.7%          | 14.0%        |
| 제18회      | 8월 31일    | 14.4%          | 14.1%          | 14.1%        |
| 제19회      | 9월 6일     | 18.8%          | 17.1%          | 16.5%        |
| 제20회      | 9월 7일     | 22.8%          | 18.3%          | 17.0%        |
| 평균 시청률 | 평균 시청률 | 16.0%          | 14.6%          | 13.8%        |

### 이모저모
- 영화 배우로 주로 활동하던 유오성이 몇 가지 소송 등을 거치며 2년 동안 공백기를 가진 끝에 복귀한 드라마이다.[3]
- 폭력적인 장면과 비속어, 과도한 스킨십 등으로 비난을 샀으며[4] 이로 인해 방송위원회로부터 권고 조치를 받았다[5].
- 삽입곡으로 씨야의 디지털 싱글 앨범 〈미친 사랑의 노래〉와 먼데이 키즈의 김민수가 부른〈사랑이 사랑이〉가 있다.